# Palle Danielsson
Palle Danielsson (født 15. oktober 1946 i Stockholm, død 18. maj 2024) var en svensk kontrabassist.
Danielsson fik sit verdensgennembrud med Keith Jarretts europæiske kvartet, som også bestod af Jan Garbarek og Jon Christensen og Jarrett selv (1974-1979).
Han spillede også med Charles Lloyds gruppe, Bill Evans, Peter Erskines trio, Ben Webster, Palle Mikkelborg, George Russell, Michel Petrucciani, John Taylor, Collin Walcott, Lee Konitz og Steve Kuhn.
Danielsson indspillede med egne grupper i Sverige.